# Pedro Chirivella
Pedro Chirivella Burgos (Valencia, Spanyolország, 1997. május 23. –) spanyol labdarúgó, aki jelenleg a Liverpool keretének tagja.

## Pályafutása

### Liverpool
Chirivella 2004-ben kezdett el futballozni a Valencia ifiakadémiáján, majd 2013-ban leigazolta a Liverpool, egy másik spanyol fiatallal, a Barcelonában nevelkedő Sergi Canósszal együtt. Fontos tagja lett az U18-as csapatnak, 2014-ben pedig aláírta első profi szerződését az angol klubbal, és felkerült az U21-es csapat keretéhez. Az első csapatban 2015-ben kapott először lehetőséget, kétszer csereként beállva a Liverpool ázsiai felkészülési túráján. Tétmeccsen 2015. szeptember 17-én, egy Bordeaux elleni Európa-liga-mérkőzés alkalmával került be a keretbe. A cserepadon kezdett, de már a 28. percben lehetőséget kapott, Kolo Touré sérülése miatt.
2016. január 8-án az FA Kupában is bemutatkozhatott, az Exeter City ellen. Február 9-én, szintén az FA Kupában 100 percig játszhatott a West Ham United elleni megismételt meccsen. Március 9-én új, 2020-ig szóló szerződést írt alá a Liverpoollal. 2016. május 1-jén kezdőként léphetett pályára a Swansea City elleni Premier League-meccsen, ahol egy félidőt játszott.

## Külső hivatkozások
- Pedro Chirivella pályafutásának statisztikái a Soccerbase oldalon (angolul)